# محمد يونس العبادي
محمد يونس العبّادي، كاتب أردني، يرأس منصب مدير عام المكتبة الوطنية الأردنية منذ 20 مارس 2012.

## عنه
من مواليد مدينة ماحص في محافظة البلقاء عام 1955.

## الدراسة
- يحمل درجة البكالوريوس في إدارة أعمال، علوم سياسية - الجامعة الأردنية (1977/1978)
- دبلوم الدراسات العليا (إعلام) - الجامعة الأردنية (1981)
- يحمل شهادة تقديرية للمؤرخ العربي لعام 1998.

## العمل المهني
شغل عدة مناصب حيث عمل:
- مدير عام دائرة المكتبة الوطنية منذ 20/3/ 2012 - حتى 2018.
- نائب رئيس مجلس المعلومات/مفوض المعلومات منذ 20/3/2012– حتى الآن.
- مساعد مدير عام دائرة المكتبة الوطنية 20/8/1997 - 19/3/2012م.
- باحث في الديوان الملكي الهاشمي (1994-1997)م.
- محرّر مجلة دراسات / عمادة البحث العلمي / الجامعة الأردنية (1985-1993)م.
- سكرتير لجنة تاريخ بلاد الشام / الجامعة الأردنية (1980-1985)م.
- مدقق وزارة الصناعة والتجارة 1978 - 1979م.
- مسجل كلية العلوم الجامعة الأردنية (1979- 1980)م.

## المؤلفات
- الرحلة الملوكية للشريف الحسين بن علي من مكة المكرمة إلى عمان والبيعة الكبرى بالخلافة. الطبعة الأولى منشورات وزارة الثقافة - عدد الصفحات: 319 - عام 1996م. - الطبعة الثانية منشورات (دار مجدلاوي) عام 2000م. - الطبعة الثالثة / مكتبة الأسرة - وزارة الثقافة عام 2013 م. - الطبعة الرابعة / دار ورد 2016م.
- الأمير شاكر بن زيد سيرته ومسيرته من خلال الوثائق التاريخية. منشورات وزارة الثقافة - عدد الصفحات: 220 - الطبعة الأولى: 1996م.
- عهدة الطالب في نسب آل أبي طالب - منشورات وزارة الثقافة - الطبعة الأولى 1997م.
- جريدة القبلة (1916-1924م) المجلد الأول: الطبعة الأولى 1997م
- جريدة القبلة (1961-1924م) المطبعة الوطنية، عمان المجلد الثاني- الطبعة الأولى/1999م
- مذكرات الملك فيصل الأول ملك العراق، الطبعة الأولى 2002، دار الكندي الطبعة الثانية / دار ورد 2014 .
- بحوث في تاريخ بلاد الشام/ (مشارك) - عدد الصفحات: 240 - الطبعة الأولى: 1990م.
- المؤتمر الدولي الخامس لتاريخ بلاد الشام «بلاد الشام في العصر العباسي» (مشارك). عدد الصفحات: 640 - الطبعة الأولى: 1992.
- جنوب بلاد الشام في العصر العباسي /(مشارك) - عدد الصفحات 134 - الطبعة الأولى: 1992م.
- بحوث في تاريخ بلاد الشام العصر العثماني./(مشارك) - عدد الصفحات:220.
- البحوث العلمية والمطبوعات المدعومة في الجامعة الأردنية (الجزء الأول) (مشارك) - 340 صفحة - الطبعة الأولى: 1987م.
- البحوث العلمية والمطبوعات المدعومة في الجامعة الأردنية (الجزء الثاني) (مشارك) - 180 صفحة- الطبعة الأولى: 1988م.
- الوثائق الهاشمية " أوراق الملك عبد الله: (المجلد الأول)/(مشارك). بعنوان: الاستقلال - 608 صفحة- الطبعة الأولى:1994.
- الوثائق الهاشمية " أوراق الملك عبد الله: (المجلد الثالث)/(مشارك) - بعنوان: سوريا الكبرى - 520 صفحة- الطبعة الأولى: 1995م.
- الوثائق الهاشمية " أوراق الملك عبد الله: (المجلد الرابع)/(مشارك) - بعنوان: الجامعة العربية - 432 صفحة- الطبعة الأولى: 1995م.
- رعد بن زيد / الناشر مؤسسة آل البيت / عمان 2016
- مقال علمي محكم منشور في مجلة دراسات ج11، ع2، 1987م «سجلان تربويان لمدرسة ماحص 1917- 1934».
- مجموعة من المقالات المنشورة في الصحف والمجلات الدورية.
- محرر مجلة «أجياد» تصدر عن نادي أبناء الثورة العربية الكبرى صدر منها «سبعة أعداد» 1996م.
- رئيس تحرير «مجلة الكاتب الأردني» دورية يصدرها اتحاد الكتاب والأدباء الأردنيين.

### كتب تحت الطبع
- الإرادات السنية الشريفة للملك عبد الله الأول بن الحسين.
- الحوارات الوطنية الأردنية 1921- 1951 دراسة وثائقية.

### البحوث
- تطور مفهوم حماية حقوق المؤلف والتجربة الأردنية.
- قانون حماية حق المؤلف والتعريف به محلياً وعالمياً.
- التجربة الأردنية في مجال الإيداع القانوني.
- التجربة الأردنية في مجال الأرشيف.
- أزمة نشر الكتاب الإبداعي في الأردن.
- جودة قانون ضمان حق الحصول على المعلومات.
- إنفاذ قانون ضمان حق الحصول على المعلومات في الأردن.

## عضو في
- عضو لجنة مراجعة كافة المطبوعات التي تناولت تاريخ المملكة الأردنية الهاشمية (لجنة إعادة كتابة تاريخ الأردن) منذ 2009 حتى الآن.
- عضو اللجنة العليا لمكتبة الأسرة / وزارة الثقافة.
- رئيس لجنة الذخيرة الوطنية الثقافية / وزارة الثقافة.
- رئيس اللجنة الوطنية للمحافظة على الوثائق اعتباراً من عام 2006 .
- نائب رئيس اللجنة الوطنية للذخيرة الثقافية اعتباراً من عام 2006 .
- رئيس اتحاد الكتاب والأدباء الأردنيين (2004- 2006).
- نائب رئيس اتحاد الكتاب والادباء الأردنيين (2000-2002)(2002-2004).
- مقرّر لجنة الإيداع القانوني العربي.
- عضو المجلس التنفيذي للمكتبة القومية المركزية (طرابلس) 1989 .
- عضو الفرع الإقليمي العربي للأرشيف الدولي.
- عضو اللجنة الوطنية لدعم الثقافة.
- عضو اتحاد الكتاب والأدباء الأردنيين.
- عضو اتحاد المؤرخين العرب.
- عضو الهيئة الادارية ورئيس اللجنة الثقافية نادي أبناء الثورة العربية الكبرى منذ عام (1994-1999) (2001-2003)
- عضو مؤسس نادي شباب ماحص الرياضي الثقافي / عضو هيئة ادارية لمدة خمس سنوات 1980-1985
- عضو مؤسس منتدى النزهة الثقافي، نائب رئيس لمدة سنتين 1991-1993م.
- عضو هيئة عامة نادي خريجي الجامعة الأردنية.
- عضو المجلس الوطني التأسيسي للثقافة والفنون 2005 .
- عضو مؤسس جمعية ماحص للثقافة والفنون 2011 .

## الندوات والمؤتمرات والدورات
- الاجتماع السابع عشر للجنة الحكومية المعنية بالملكية الفكرية والموارد الوراثية والمعارف التقليدية والفولكلور، جنيف، 6-10/12/2010.
- المؤتمر الإقليمي الثاني «انفاذ حقوق الملكية الفكرية في العصر الرقمي: الاجراءات والتجارب»، القاهرة، 8-12/11/2008.
- مؤتمر مصادر الجينات والمعارف التقليدية والفولكلور للدول الاعضاء في منظمة الدول الإسلامية للثقافة والعلوم (ISESCO)، صنعاء، 3-7/11/2007.
- الدورة التدريبية الرابعة للجنة المؤقتة المعنية بالمقترحات المتعلقة بجدول أعمال الوايبو حول التنمية (PCDA)، جنيف، 10-16/6/2007.
- الملتقى الأول للمكتبات الوطنية في العالم العربي، الجزائر، 14-16/5/2007.
- المجلس العالمي الثالث لمحاربة التزوير والقرصنة، جنيف، 30-31/1/2007.
- الجلسة الثامنة من اجتماعات اللجنة الحكومية عن الملكية الفكرية ومصادر الجينات، المعارف التقليدية والفولكلور، جنيف، 6-10/6/2005.
- الجلسة الثانية عشرة للجنة الدائمة حول حق المؤلف والحقوق المجاورة، جنيف، 17-19/11/2004.
- الجلسة الأولى للجنة الاستشارية للإنفاذ، جنيف، 11-13/6/2003.
- ورشة القيادة العليا/ معهد الإدارة العامة – نيسان /2002 .
- اجتماع المسؤولين عن حقوق المؤلف في العالم العربي، أبو ظبي 27/5- 1/6/2002، بتنظيم من المنظمة العربية للتربية والثقافة والعلوم.
- عضو الوفد الأردني لمؤتمر منظمة الدول الإسلامية / وزراء الثقافــة – الجزائر 15 – 18/12/2004 .
- الاجتماع التشاوري بخصوص المعاهدة الدولية بشأن حماية هيئات الإذاعة جنيف 17 – 19 تشرين الثاني 2004 .
- عضو الوفد المفاوض ببرنامج "Cash Transfer" واشنطن،14-16/6/2004.
- دورة تدريبية واستطلاعية بدعوة من وزارة التجارة في الولايات المتحدة الأمريكية (U.S.A) في مجال حق المؤلف وبراءات الاختراع والعلامات التجارية / واشنطن في الفترة ما بين 27/10 – 7/11/2003 .
- محاضر لورشة العمل التي عقدت في المعهد الوطني للتدريب وموضوعها «الملكية الفكرية» في الفترة 11-13/8/2003.
- ندوة الوايبو بعنوان «إنفاذ قوانين الملكية الفكرية» والتي عقدت في جنيـف في الفتــــرة ما بيــــــن 9/6- 14/6/2003.
- الدورة الأكاديمية التي نظمتها منظمة الوايبو بعنوان «الملكية الفكرية والتنمية» في الخرطوم من27/1- 1/2/2002
- ورشة عمل حق المؤلف والحقوق المجاورة والإدارة الجماعية التي عقدتها المنظمة العالمية للملكية الفكرية (الوايبو) في جنيف من 31/10-3/11/2000م. وفي الجزائر من 5/11-14/11/2000
- ندوة الإدارة الجماعية لحقوق الملكية الفكرية القاهـــرة 18-20/4/2000م.
- ندوة الفرع الإقليمي العربي للمجلس الدولي للأرشيف، دمشق في الفترة ما بين 1-3/11/1999م.
- الملتقى الثاني لأمناء المكتبات الوطنية في الوطن العربي، طرابلس /ليبيا في الفترة ما بين 5-12/5/1999م، التي نظمتها المنظمة العربية للتربية والثقافة والعلوم.
- اجتماع اللجان الدائمة التي عقدت في جنيف حول (حقوق المؤلف والحقوق المجاورة خلال الفترة الواقعة ما بين 2-10/11/1998م.
- اجتماع المسؤولين الحكوميين عن حقوق المؤلف بالتعاون مع الديوان الوطني لحق التأليف الجزائري، الجزائر،1-5/6/1998.
- الندوة العربية الثامنة للاتحاد العربي للمكتبات حول (تكنولوجيا المعلومات في المكتبات ومراكز المعلومات العربية: الواقع والمستقبل)، عقدت في القاهرة بتاريخ 4/11/1997م ولمدة أسبوع .
- دورة تدريبية حول حماية حق المؤلف، المجلس البريطاني في عمان بالتعاون مع خبراء بريطانيين - عمان.
- دورة تدريبية بعنوان «كيفية اكتشاف عمليات القرصنة» تنظيم السفارة الأمريكية بالتعاون مع اتحاد منتجي الأفلام الأمريكية / فندق حياة عمان.
- دورة لغة إنجليزية في المجلس البريطاني / عمان.
- دورة لغة إنجليزية في مركز الاستشارات / الجامعة الأردنية.
- دورة كمبيوتر في مركز الاستشارات / الجامعة الأردنية.
- المشاركة في الاجتماعات السنوية للمسؤولين الحكوميين في المنظمة العالمية للملكية الفكرية / جينيف للأعوام 2012 - 201*